# Laphria dissimilis
Laphria dissimilis är en tvåvingeart som beskrevs av Carl Ludwig Doleschall 1858. Laphria dissimilis ingår i släktet Laphria och familjen rovflugor. Inga underarter finns listade i Catalogue of Life.